# Colonia (groupe)
Pour les articles homonymes, voir Colonia (homonymie).
Colonia est un groupe de musique croate de Vinkovci.

## Membres
- Indira Vladić Mujkić (chant)
- Boris Đurđević
- Tomislav Jelić

## Discographie

### Albums
- 1997 : Vatra i led
- 1999 : Ritam ljubavi
- 2000 : Jača nego ikad
- 2001 : Milijun milja od nigdje
- 2002 : Izgubljeni svijet
- 2003 : Dolazi oluja
- 2005 : Najbolje od svega
- 2006 : Do kraja
- 2008 : Pod sretnom zvijezdom
- 2010 : X ( deset )

### Compilations
- 2002 : The Best of, Volume 1
- 2005 : Gold Edition